# Иванов (песня)
«Ивано́в» — песня рок-группы «Аквариум» из альбома «Акустика». Автор слов и музыки — Борис Гребенщиков.

## История создания
Написана в 1979 году, по словам Гребенщикова, под влиянием песни Брайана Ино. Гребенщиков не уточнил, какой именно, однако по мнению А. Горбачёва это «Here He Comes» из альбома «Before and After Science», при этом сходство двух песен журналист считает поверхностным: «как бы перечислительная мелодия у БГ сильно видоизменена и превращена в точнейший иронический автопортрет». С. Курий, сравнивая песни Ино и Гребенщикова, отмечает, что своеобразие композиции «Аквариума» создаётся в том числе благодаря партии виолончели В. Гаккеля. Помимо музыкального цитирования Ино в песне присутствует и словесная автоцитата: последняя строка «Иванова» — «старый тезис» «… сегодня тот же день, что был вчера» — совпадает со словами из песни «С той стороны зеркального стекла» (причём в указанной песне эти слова также последние). Песня была записана А. Тропилло на студии «Мелодия» и вошла в альбом «Акустика. История „Аквариума“. Том I» (1982).

## О песне
Песня описывает быт ленинградского интеллигента-маргинала — «чтение Сартра вперемежку с пьянками-гулянками». Заглавный герой песни носит фамилию Иванов, которая часто используется для обозначения усреднённого или ничем не примечательного русского человека, при этом в песне автор «условно принимает шкалу ценностей общества» и его ироничное отношение к лирическому герою противопоставляет Иванова «согражданам».

## Влияние на других авторов
«Иванов» цитируется в первой строке песни «Снова в Америке», написанной Константином Кинчевым и посвященной Борису Гребенщикову: Он родился и вырос в коммунальном коридоре… — ср. начало пятого четверостишия «Иванова»: Он живет на Петроградской, / В коммунальном коридоре…

## В записи принимали участие
- Борис Гребенщиков
- В. Гаккель
- М. Файнштейн
- Андрей Романов
- О. Першина
- А. Кондрашкин
- И. Воропаев
- С. Курёхин